# Pavonia spinifex
Pavonia spinifex är en malvaväxtart som först beskrevs av Carl von Linné, och fick sitt nu gällande namn av Antonio José Cavanilles. Pavonia spinifex ingår i släktet påfågelsmalvor, och familjen malvaväxter. Inga underarter finns listade i Catalogue of Life.

## Bildgalleri

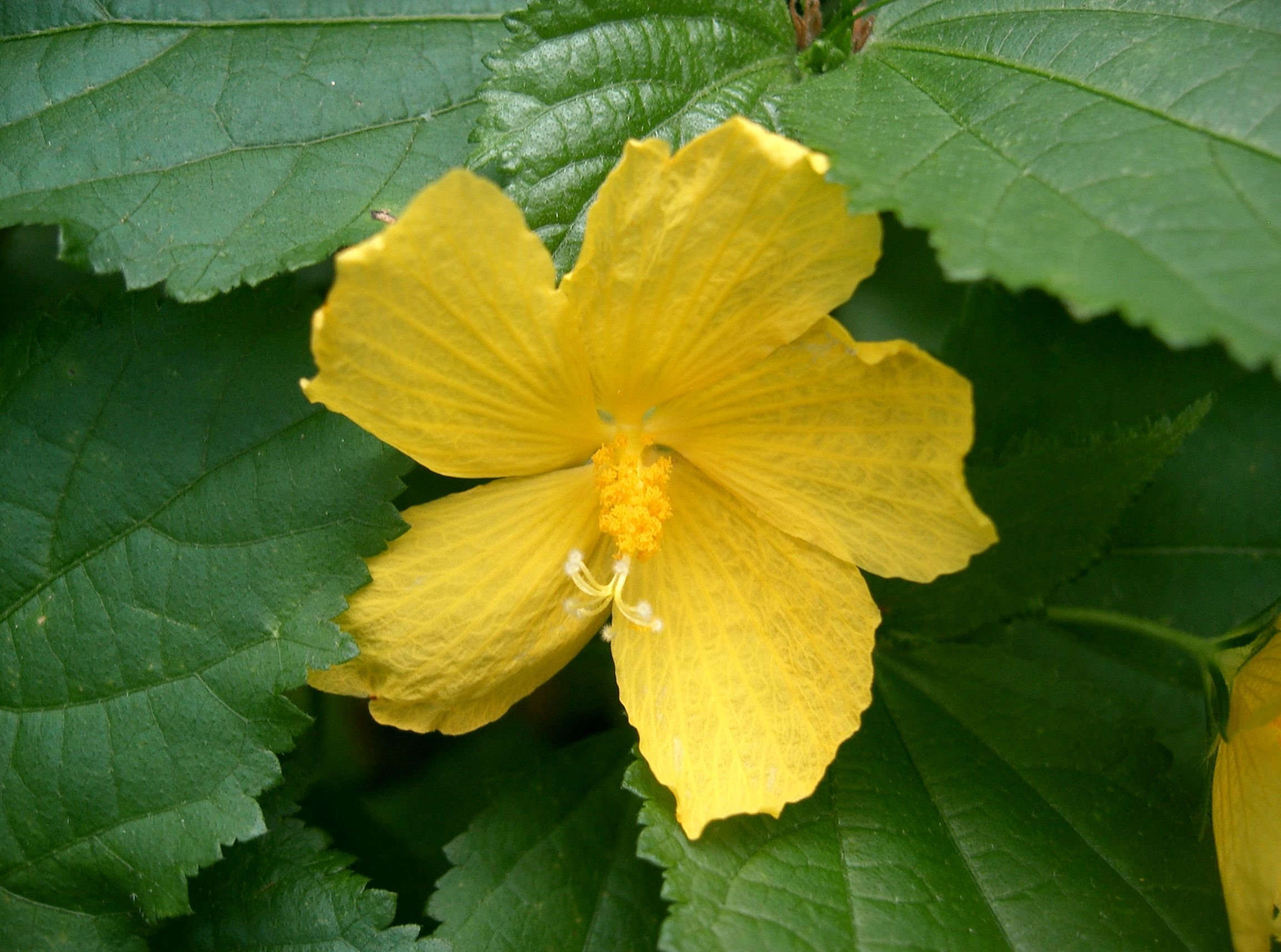
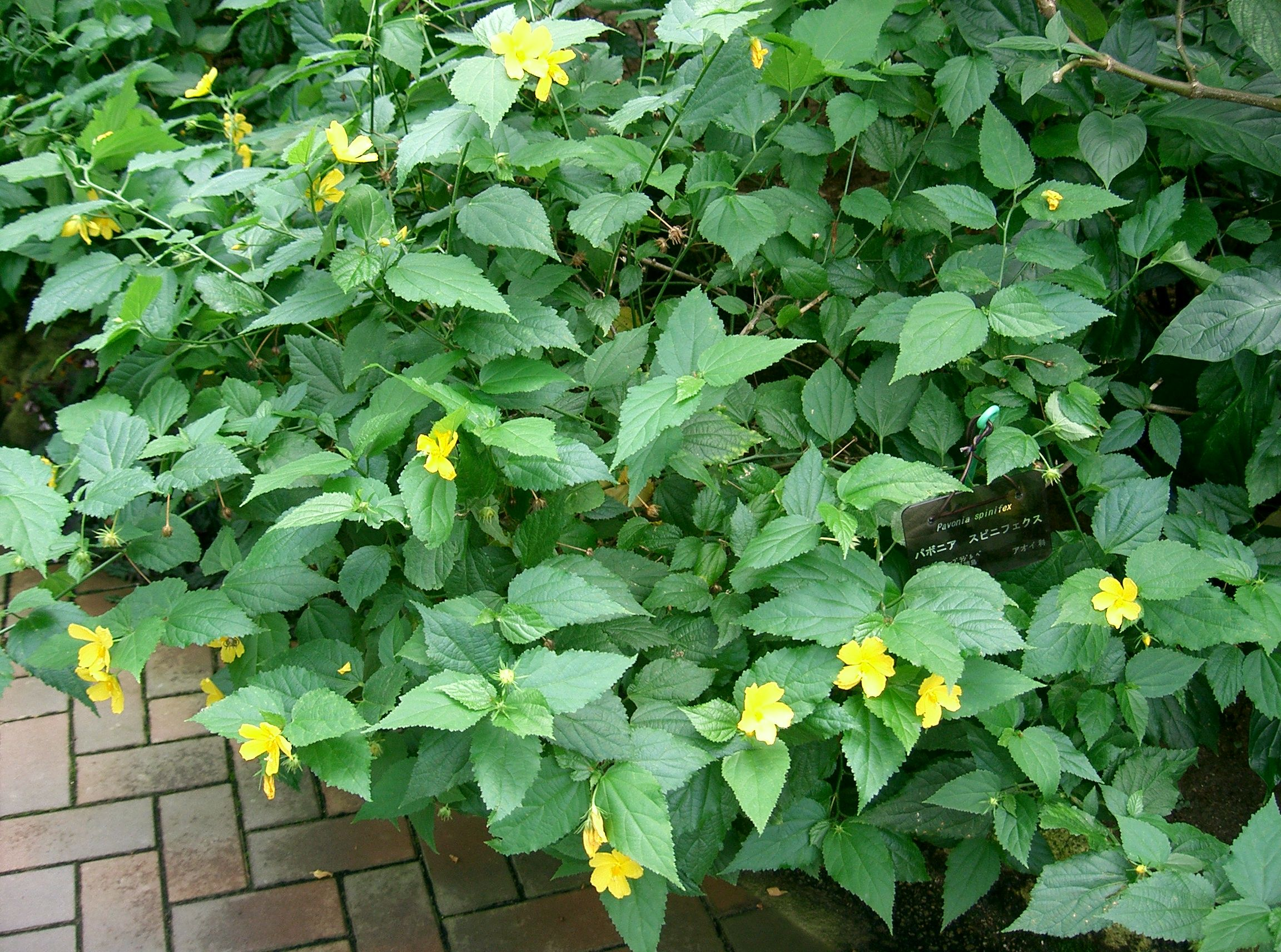